# Luis Ricardo Fors
Luis Ricardo Fors de Casamayor (Pineda, 1843-Buenos Aires, post. 1915) fue un abogado, librepensador, cervantista, bibliotecólogo y polígrafo español, naturalizado argentino.

## Biografía
Descendía de la antigua familia francesa de los marqueses de Fors. Estudió Derecho en la Universidad de Barcelona y fue luego abogado de la casa de Medinaceli, en la que desempeñó también los cargos de archivero y bibliotecario adjunto, trabajos que le serían en el futuro muy útiles. Participó en el movimiento republicano de julio de 1866, por lo que hubo de emigrar a América. Fijó su residencia en Montevideo y allí fundó el diario El Progreso. Luego pasó a Argentina, Paraguay y Brasil, interviniendo siempre activamente en la vida política y periodística de dichos países. Volvió a España, pero sus campañas contra el rey Amadeo I hicieron que fuese desterrado.
Al advenir la Primera República, fue jefe de política del Ministerio de Ultramar, y al renunciar al cargo fundó el periódico El Federalista, en el que defendió la autonomía de Cuba. Tras el golpe de Estado del 3 de enero de 1874, marchó a Andalucía y organizó un movimiento republicano. Vencido este, residió algún tiempo en Sevilla con nombre falso, pero temiendo ser descubierto emigró a Portugal y fundó en Lisboa la Revista de Occidente junto a Batalha Reis, Guerra Junqueiro, Eça de Queiroz y otros destacados intelectuales portugueses. 
Fue un abogado librepensador y masón, muy culto. Sospechoso de anarquismo, huyó a Cuba y, tras pasar un tiempo allí, a la Uruguay colorada y a Argentina. En abril de 1869 apareció el primer número de El Progreso, revista filosófico-social publicada por él. Creó asimismo en 1869 una "Escuela gratuita de enseñanza racional" sostenida con el concurso voluntario e individual de los francmasones de Buenos Aires, si bien no contaba con el apoyo del Supremo Consejo; este proyecto fue atacado por el doctor Navarro Viola, alentado por la iglesia católica, en un folleto contra la Escuela, sus fundadores y la Masonería, a lo que replicaron Fors y sus amigos Francisco Peña, Pedro Arno y Luciano Levicomte en los periódicos bonaerenses el 23 de octubre de 1869; la respuesta de Navarro Viola se publicó en el diario del arzobispo de Buenos Aires Los intereses argentinos. Fors escribió dos artículos en el boletín profesional La Notaría, "El notario no es un fedatario" y "Observaciones sobre la palabra notario" (junio y julio de 1876). Dirigió la Biblioteca Pública de la recién creada Universidad Nacional de La Plata entre 1898 y 1907, y promovió los primeros planes de formación bibliotecaria en Hispanoamérica. Editó los tres volúmenes del Boletín de la Biblioteca pública de la provincia de Buenos Aires en la ciudad de La Plata (La Plata, Taller de impresiones oficiales, 1903-05) y la mensual Revista bibliográfica argentina (1908), en las cuales también escribió. En 1908 asume la secretaría de la Comisión Nacional de Bibliotecas Populares presidida por José Nicolás Matienzo.
Como cervantista fue quien realizó la primera edición sudamericana de El ingenioso hidalgo don Quijote de la Mancha al celebrarse el tricentenario de la impresión y publicación de la primera parte, con láminas de Josep Luis Pellicer y Ricardo Balaca. Está precedida de una erudita vida de Cervantes compuesta por Fors. La Plata, 1904 ([Tall. Gráf. de Sesé y Larrañaga]). En cuanto a sus trabajos cervantinos, fue discípulo de las especulaciones simbolistas de Adolfo Saldías y Nicolás Díaz de Benjumea, quienes, siguiendo la filosofía masónica, pretendían encontrar simbologías esotéricas y anagramas en el Quijote. En esta línea escribió obras como Criptografía quijotesca, Anagogía del Quijote y Espíritu del Quijote; elaboró, sin embargo, obras de metodología más positivista sobre el Quijote y Cervantes, tales como la compilación paremiológica Filosofía del Quixote ordenada alfabéticamente y los estudios Las mujeres del Quijote, Vida de Cervantes, El escudo cervantino y Cartas cervantinas.

## Actuación en la ciudad de La Plata

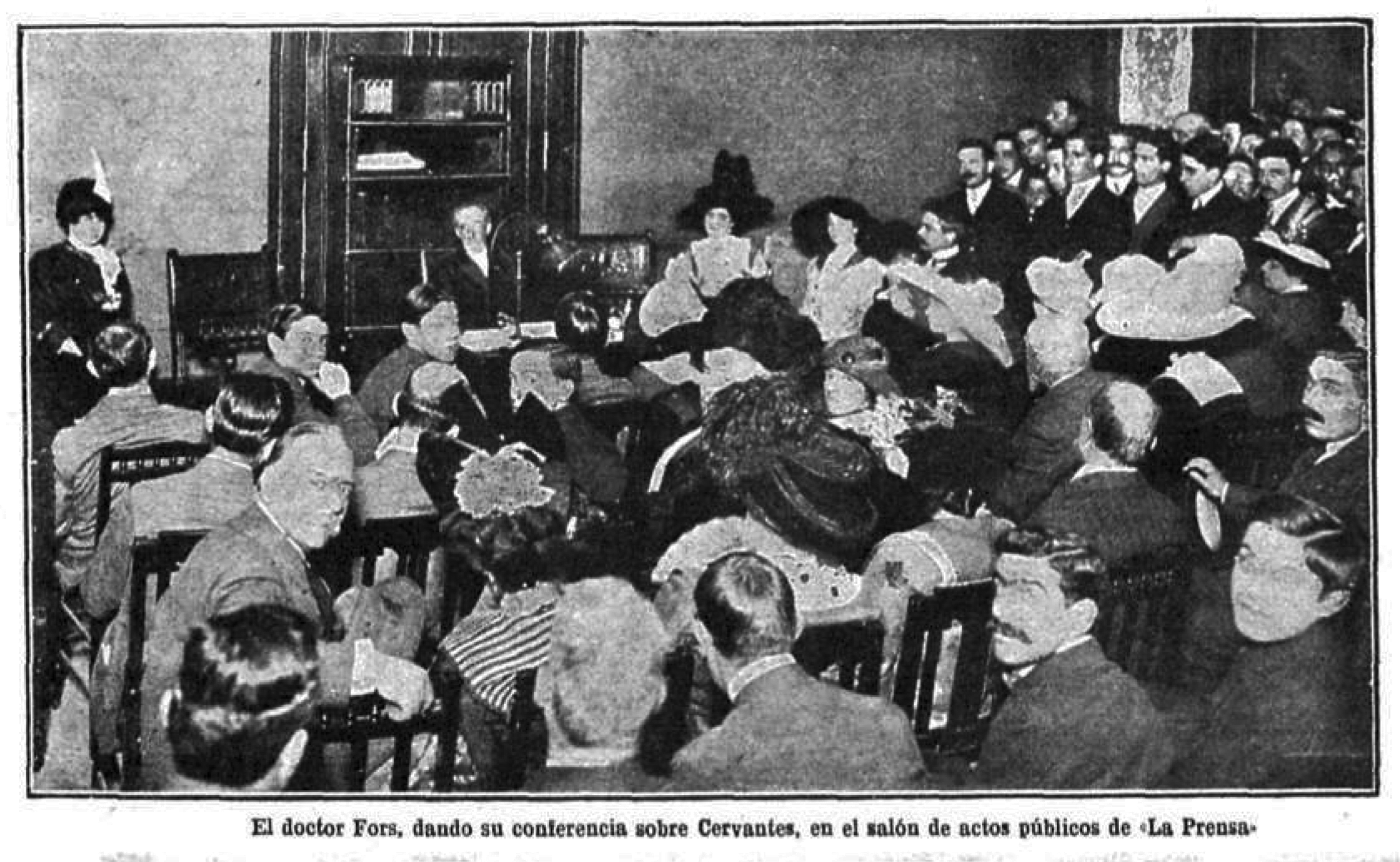
Conferencia de Fors. Buenos Aires. Año 1912.

Llegó a la capital de la provincia de Buenos Aires en 1895 con 52 años de edad, instalando su domicilio y un estudio jurídico en la calle 54 entre 12 y 13. En este lugar se desempeñaba como abogado del viceconsulado español.
En 1896 fundó la asociación La Liga Liberal, la cual tenía un órgano de difusión con la misma denominación, y era una mezcla de partido político y club sociedad de educación democrática y anticlerical, integrado por un grupo de librepensadores de La Plata como Carlos Glade, Eduardo Herreros, Ángel De Virgilio, Enrique de Santa Olalla y Carolina Casas, como también vecinos relacionados con la Unión Cívica. Su presidente fue el propio Fors y su vicepresidente el profesor de la Universidad Provincial de La Plata Dr. Juan Ángel Martínez.
Fue el director de la Biblioteca Provincial (actual Biblioteca Central de la UNLP) desde 1898 hasta 1907. En ella creará las lecturas dominicales dirigidas a los vecinos de la ciudad, que luego se convirtieron en prestigiosas conferencias donde exponían los intelectuales de la época. En ese momento la biblioteca se ubicaba en el segundo piso de la Legislatura bonaerense, y desde su llegada se encargó de mejorar los aspectos relacionados con el edificio, la conservación, la preservación y enriquecimiento de su fondo bibliográfico, procesos técnicos, difusión de las tareas realizadas por medio de un boletín, creación de nuevas secciones, amplitud de los horarios de atención al público y extensión cultural. 
En 1904, el gobierno de la provincia de Buenos Aires le encomendó homenajear a Miguel de Cervantes en el tercer centenario del Quijote. La Comisión Ejecutiva  presidida por Fors, también estuvo integrada por intelectuales como el vicegobernador Adolfo Saldías, Alejandro Korn y Enrique Rivarola. La comisión preparó la primera edición sudamericana del Quijote, acuñó una medalla conmemorativa y mandó a fundir un busto de bronce de Cervantes, el cual hoy se encuentra en el hall de acceso de la biblioteca de la UNLP. La celebración se centró en un gran festival literario y artístico que tuvo lugar en el Teatro Olimpo (actual Coliseo Podestá) la noche del 20 de diciembre de 1904. Gracias a las adquisiciones realizadas en su gestión, y a donaciones realizadas por el propio Fors, la Biblioteca de la UNLP cuenta con una de las colecciones cervantinas más grandes del mundo.  
En 1911 se radica en la localidad de Quilmes, manteniendo su lugar de trabajo en La Plata.

## Obras
- De la abogacía y de los abogados: discurso... pronunciado ante el claustro de la Universidad Literaria de Barcelona Barcelona, 1865 (Establecimiento tipográfico de Narciso Ramírez y Rialp).
- Gottschalk, La Habana: Imp. Call. de O'Reilly, 1880 (La Propaganda Literaria).
- Baladas americanas. Buenos Aires: Félix Lajouane, 1896.
- Miscelánea americana, por Luis Ricardo Fors. Escritos publicados en la América Meridional sobre política, administración, filosofía, artes, literatura, costumbres, etc. Madrid: Imprenta de Diego Valero, 1871.
- Edición de El ingenioso hidalgo don Quijote de la Mancha al celebrarse el tricentenario de la impresión y publicación de la primera parte, con láminas de Josep Luis Pellicer y Ricardo Balaca. Está precedida de una erudita vida de Cervantes compuesta por Fors. La Plata, 1904 (Tall. Gráf. de Sesé y Larrañaga).
- Espíritu del Quijote, La Plata: Imp.y Enc. La Popular, 1901; reeditado como Espíritu del Quijote. Segunda edición, ilustrada y adicionada con las Supercherías Literarias sobre el Escudo de la Edición Príncipe Buenos Aires: Laso, Pardo & Cía. Libreros, 1916, prólogo de Julián J. Solveyra
- Vida de Cervantes. Buenos Aires: Ed. de la Fundación Universitaria de Buenos Aires, 1916; editada en el III centenario de la muerte de Cervantes, 23 de abril de 1916.
- Filosofía del Quixote ordenada alfabéticamente por Luis Ricardo Fors y con una introducción... Estanislao S. Zeballos La Plata, 1906 (Talleres gráficos Sesé, Larrañaga y Cia). Es una colección de refranes y sentencias extraídas del Don Quijote.
- Criptografía quijotesca La Plata: Sesé y Larrañaga, 1905.
- Los Hombres Españoles, Americanos y Lusitanos pintados por sí mismos. Colección de tipos y cuadros de costumbres peculiares de España, Portugal y América, escritos por los más reputados literatos de estos países, bajo la dirección de don Nicolás Díaz de Benjumea y don Luis Ricardo Fors, ilustrada con multitud de magníficas láminas debidas al lápiz del reputado dibujante don Eusebio Planas, Barcelona: Establecimiento tipográfico-editorial de Juan Pons, sin año, Palau lo fecha en 1881.
- Ernesto Renán, San Pablo. Traducido por Luis Ricardo Fors y acompañado de un mapa de los viajes de San Pablo por Enrique Kiepert Buenos Aires: Imprenta, Litografía y Fundición de Tipos, 1869.
- Índice cronológico de los trabajos ejecutados en la imprenta de los niños expósitos de Buenos Aires durante los siglos XVIII y XIX y que existen en la Biblioteca Pública Provincial de La Plata. La Plata, 1904 (Taller de publicaciones).
- Los secretos de la espada: Exposición y comentario de las doctrinas del Barón de Bazancourt sobre la esgrima... Buenos Aires, 1894 (Imp., Lit. y Encuadernación de Jacobo Peuser).
- Indicaciones para una galería biográfica de andaluces ilustres Habana: La Propaganda Literaria, 1879
- Diccionario Enciclopédico de la Masonería Habana: La Propaganda Literaria, 1883 obra continuada por Lorenzo Frau.
- Instituciones de la Hacienda Pública de la República Oriental de Uruguay Montevideo, 1867 (Imp. "la Tribuna")
- Las bibliotecas de Montevideo: Examen y reseña de las mismas La Plata, 1903 (Imp. y Enc. "La Popular")
- Las mujeres del Quijote, S. l., s.n., ¿1903?
- Vida de Cervantes
- El escudo cervantino
- Cartas cervantinas
- Idilios. Cuadros de la vida cubana
- Tipos y tierras
- Biblionomía
- Arte del testigo en duelo
- Catálogo alfabético descriptivo de la Colección cervantina formada en la Biblioteca Pública de La Plata
- Celebración del Tercer Centenario del Quijote en la ciudad de La Plata
- Levantamiento, revolución y desarme de la Provincia de Buenos Aires
- Cartas sobre los sentimientos y las pasiones en refutación de las teorías del Dr. Manuel Quevedo Hijosa
- Inmunidades y privilegios parlamentarios según la doctrina angloamericana
- Respuesta de los franc-masones de Buenos Aires al folleto jesuítico de Monseñor Segur 1869